# Strada Ismail din Chișinău
Strada Ismail (colocvial str. Izmail; între anii 1834-1924 – str. Izmailskaia (Ismail); 1924-1939 – str. Albert Thomas; 1934-1944 – str. Mareșal Averescu; 1944-1991 – str. Izmailskaia) este o stradă importantă din centrul istoric al Chișinăului. 

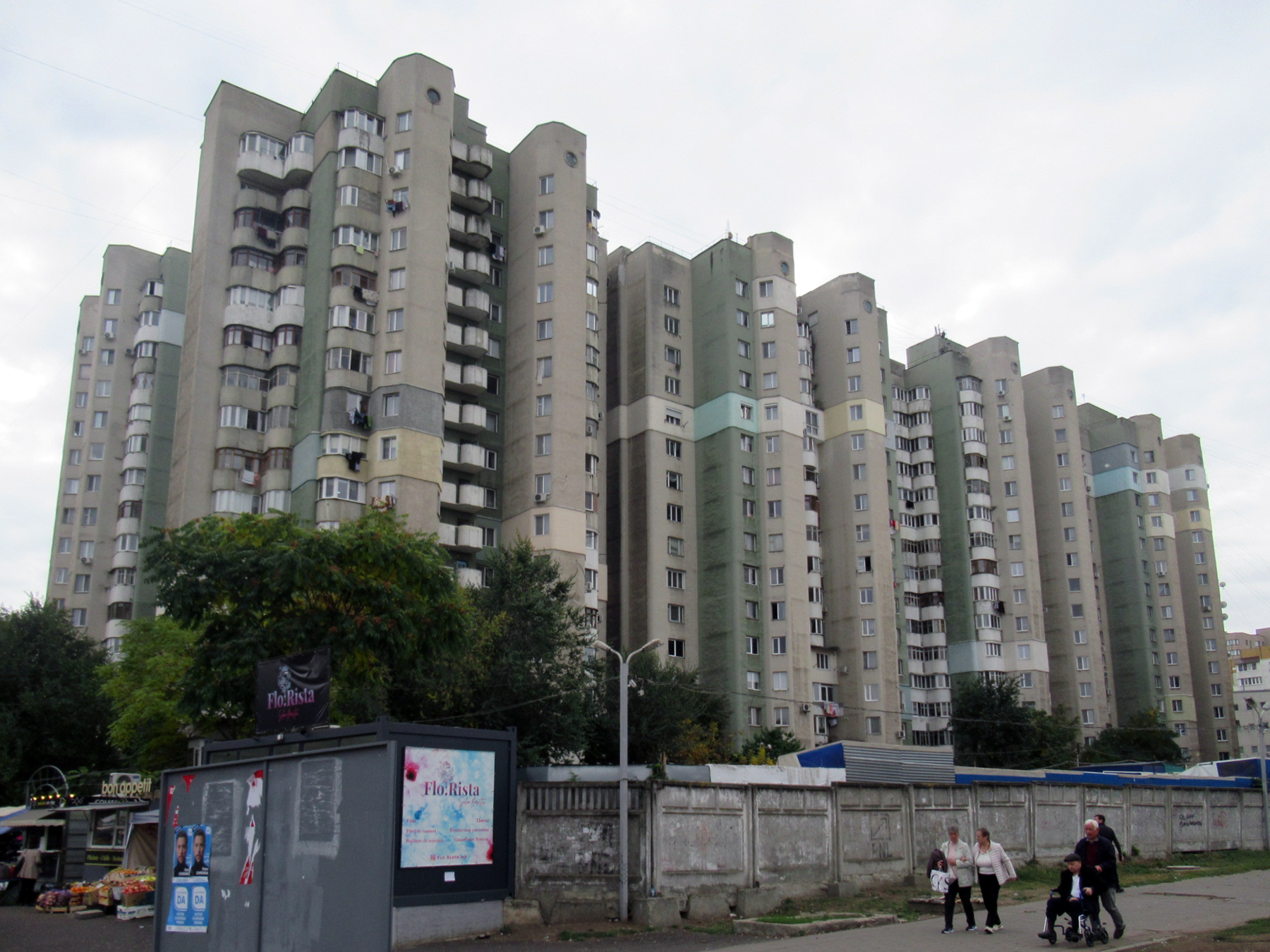
nr. 96–90 – case monolitice

De-a lungul străzii sunt amplasate o serie de monumente de arhitectură și istorie (Casa individuală, nr. 17, demolată, Casa medicului Sluțchi, Casa individuală, nr. 25, Casa individuală, nr. 42, Casa individuală, nr. 50, etc), precum și clădiri administrative (Academia de Teologie Ortodoxă, centrul comercial „UNIC”, Combinatul de tutun „TUTUN-CTC”, fostul Stadion Republican și altele). 
Strada începe de la intersecția cu str. Alexandru Bernardazzi, intersectând alte 14 artere și încheindu-se la intersecția cu str. Tudor Vladimirescu.

## Legături externe
- Strada Ismail din Chișinău la wikimapia.org